# ライフルマン

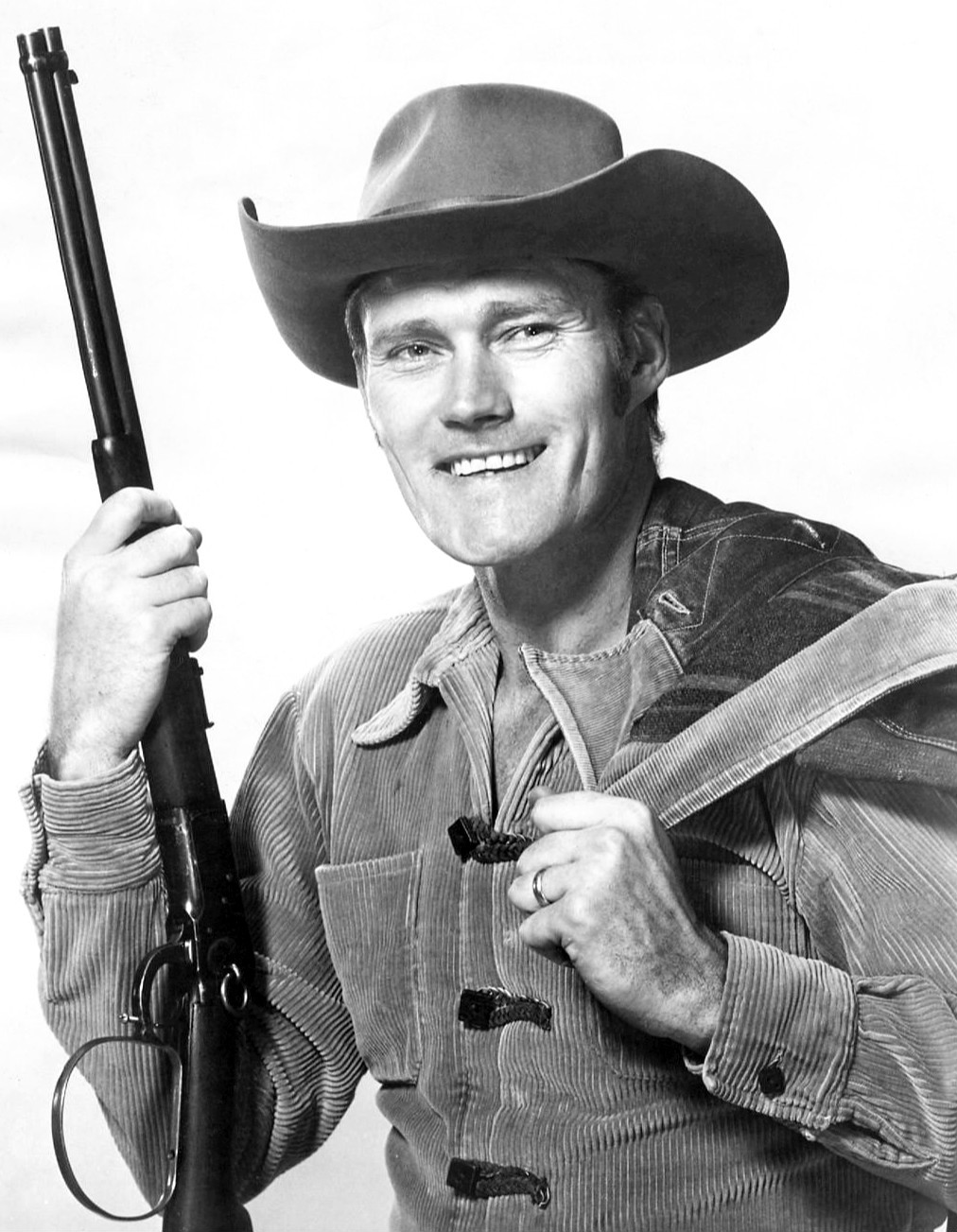
ルーカス・マケイン(チャック・コナーズ)

ライフルマン（原題The Rifleman）は、アメリカのテレビ西部劇。モノクロでフォスター・プロ(Four Star Television)が製作。チャック・コナーズが主演。

## 概要

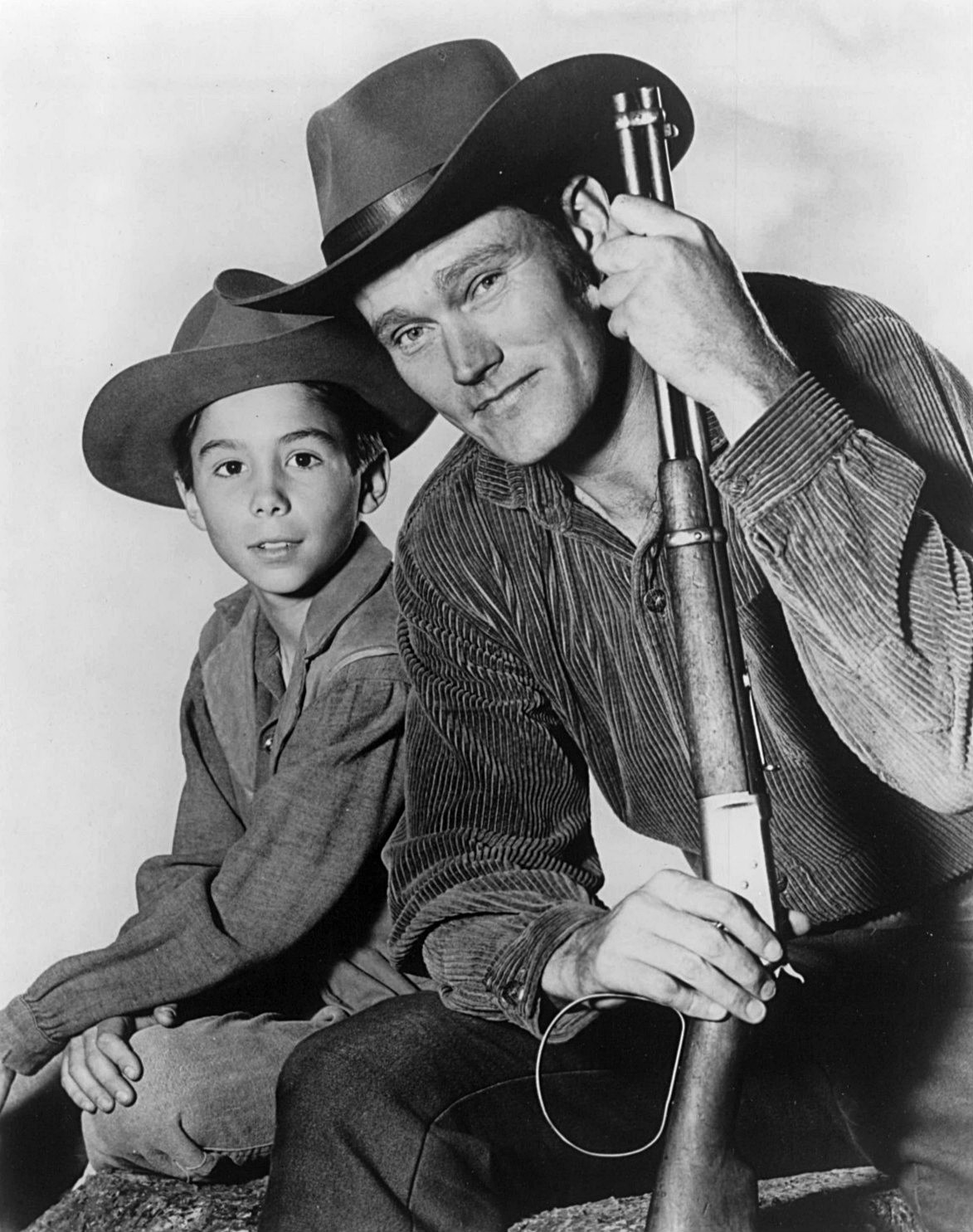
ルーカスとマーク（1960年）

1880年代のニューメキシコ州ノースフォークにある小さな農場を経営するルーカス・マケイン（チャック・コナーズ）と息子のマーク（ジョニー・クロフォード）が主人公。1人息子のマークを育てる父親のルーカスは、妻に先立たれた男だが、無類のライフル銃の名人である。彼が無法者の悪や暴力と闘いつつ真摯に生きていく姿を強い父子の絆とともに描いている。番組冒頭のライフル連射のタイトルから、愛用のライフル銃をまるで拳銃のようにクルクル回して連続射撃の腕を見せる場面は、多くの西部劇ファンを魅了した。

## 放送
1958年9月30日から1963年4月8日まで米ABCで全168話が放送され、日本では1960年11月30日から1963年12月4日まで、TBS系列で毎週水曜19時30分 - 20時00分に156話放送された。

## キャスト
- ルーカス・マケイン：チャック・コナーズ（声・中谷一郎）
- マーク・マケイン：ジョニー・クロフォード（声・北條美智留）
- 保安官ミカ・トランス：ポール・フィックス

## 主題歌
アメリカでの放送時は主題歌はなかったが、日本では独自の主題歌が作られた。
- 『無敵のライフルマン』（コロムビアレコード）
  - 作詞・作曲・編曲：レイモンド服部、歌：小坂一也

## エピソード

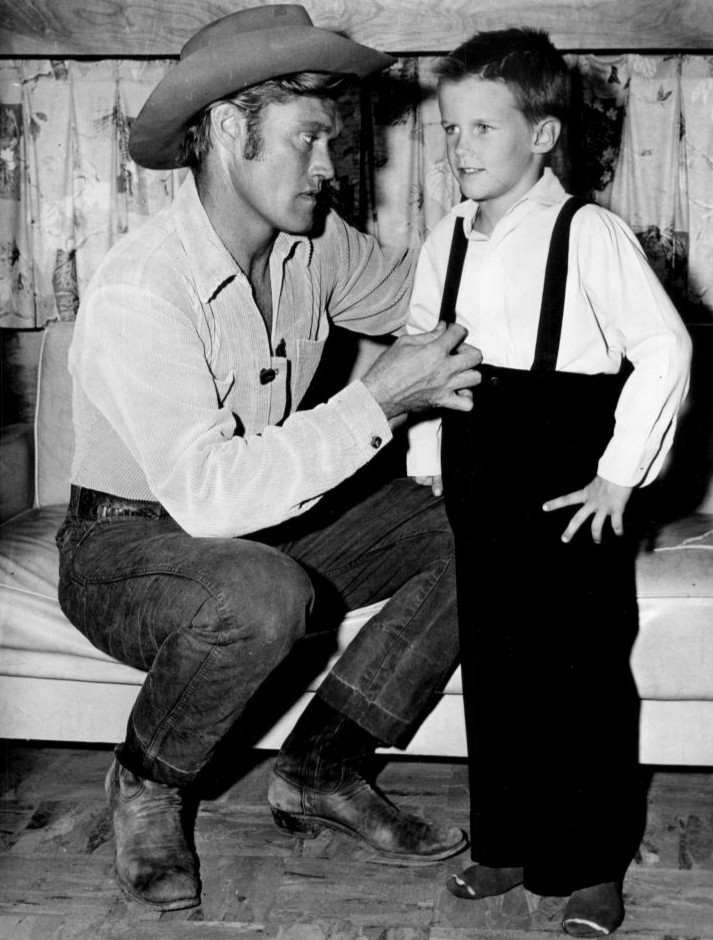
チャック・コナーズと実の息子ジェフリー(1959年)

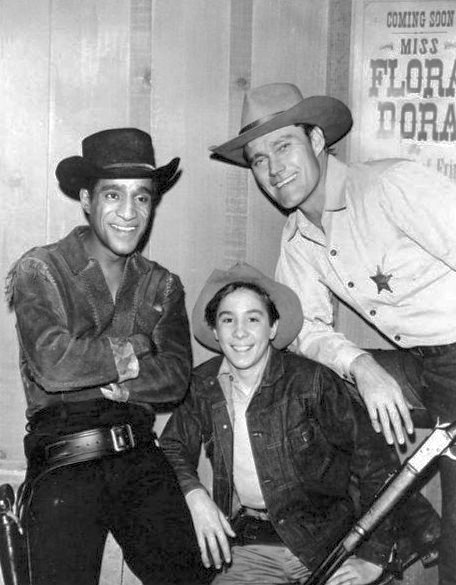
ライフルマンに出演したサミー・デービス・ジュニア(左)(1962年)

- 1958年当時、西部劇は既に大人気だったため、製作スタッフは、他の映画やドラマとは違った色合いを出すために悪戦苦闘し、チャック・コナーズ演じるルーカスに、ウィンチェスター・モデル1892を持たせることにした。ルーカスが、番組冒頭で、この銃を腰のあたりに抱えて速射ちするシーンは、高い人気を呼んだ。
- 製作、脚本に携わったのは、当時駆け出しだったサム・ペキンパー監督である。様々な役柄や状況設定は、子供時代を牧場で過ごしたペキンパーの体験が元になっていた。
- プライムタイムの番組としては、初めて、配偶者を失った親が子供を育てるというテーマを取り上げた番組でもある。
- それまでの西部劇とは一味違った父子愛や隣人愛、平等の権利といった思想も盛り込まれていた。サミー・デービス・ジュニアもゲスト出演していた。この時期には黒人俳優ウディ・ストロード[3]がローハイドにゲスト出演しており、シドニー・ポワチエ[4]が「手錠のままで脱走」(1958年)でトニー・カーチスと共演する時代に入っていた。現実とは別に映画の世界で黒人への偏見を助長するような表現はすでに無くなっていた。
- チャック・コナーズはかつてバスケットボールでボストン・セルティックスでプレイし、またベースボールではブルックリン・ドジャースとシカゴ・カブスに在籍してプレイした選手で、NBAとMLBの両方でのプレイ経験がある12名のアスリートの一人である。[5]
- NBAの元選手、チャック・パーソンは、本名がチャック・コナーズ・パーソンであるため、「ライフルマン」として有名だった。
- 「コンバット」でサンダース軍曹を演じたヴィック・モローや、「大草原の小さな家」でチャールズ・インガルスを演じたマイケル・ランドンが、ゲスト出演していたこともある[6]。
- 息子のマークを演じたジョニー・クロフォードは、ララミー牧場にレギュラー出演したロバート・クロフォードJRの実弟である。
- 読売ジャイアンツ、西鉄ライオンズ、ヤクルトスワローズでプレーした船田和英は、主演のチャック・コナーズに似ていたことからライフルマンというニックネームを付けられた。
- サンスターシオノギ（サンスター歯磨＝現：サンスター）の一社提供。